# Yao (Osaka)
Yao (japanisch 八尾市, -shi) ist eine Stadt in der Präfektur Osaka in Japan.

## Geographie
Yao liegt östlich von Osaka. Die Stadt wird vom Kanal Tamakushi (玉串川) durchflossen.　

## Geschichte

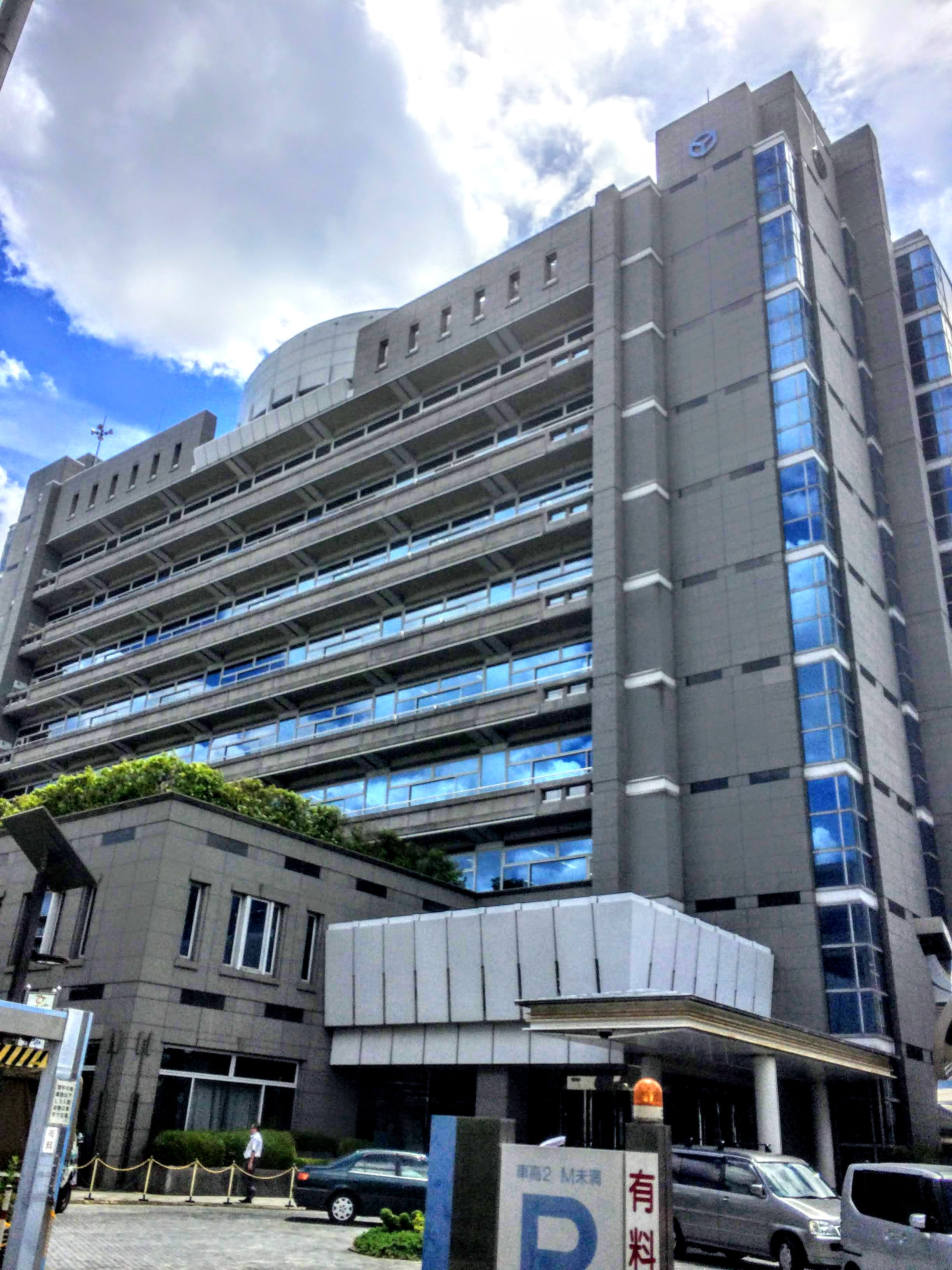
Rathaus von Yao

In dem Ort befinden sich einige mittelalterliche Tempel. Zur Stadt wurde der Ort am 1. April 1948.

## Wirtschaft
Die Stadt ist eine Satellitenstadt von Osaka. Traditionelle Produkte sind Zahnbürsten und Fäden. 

## Verkehr
Yao ist Standort des Flughafens Yao.
- Zug:
  - JR Kansai-Hauptlinie
- Straße:
  - Kinki-Autobahn
  - Nationalstraße 25,170

## Städtepartnerschaften
- Bellevue, USA

## Söhne und Töchter der Stadt
- Dōkyō (≈700–772), buddhistischer Mönch
- Fusa Tatsumi (1907–2023), Supercentenarian
- Jun’ya Yano (* 1932), Politiker
- Shōgo Arai (* 1945), Politiker
- Takashi Miike (* 1960), Filmemacher
- Nagisa Sakurauchi (* 1989), Fußballspieler
- Sumire Hata (* 1996), Weitspringerin
- Masataka Nishimoto (* 1996), Fußballspieler
- Masamichi Imamura (* 1998), Tennisspieler
- Tōya Izumi (* 2000), Fußballspieler

## Angrenzende Städte und Gemeinden
- Präfektur Osaka
  - Osaka
  - Higashiōsaka
  - Kashiwara
  - Fujiidera
  - Matsubara
- Präfektur Nara
  - Heguri
  - Sangō